# Nederlander Organization
La Nederlander Organization è un'azienda statunitense che si occupa della gestione di teatri e locali da musica. 

## Storia
La Nederlander Organization venne fondata nel 1912 a Detroit e occupava, tramite un contratto di locazione, il locale teatro dell'opera. In seguito alla demolizione dell'edificio, la Nederlander Organization gestì lo Shubert Lafayette Theatre fino alla sua demolizione nel 1964 e il Riviera Theatre. La Nederlander Organization controlla numerosi locali a New York, Chicago, Londra e di altre città.